# Kostobobriw
Kostobobriw (ukrainisch Костобобрів; russisch Костобобров Kostobobrow) ist ein Dorf im Norden der ukrainischen Oblast Tschernihiw mit etwa 251 Einwohnern (2024).

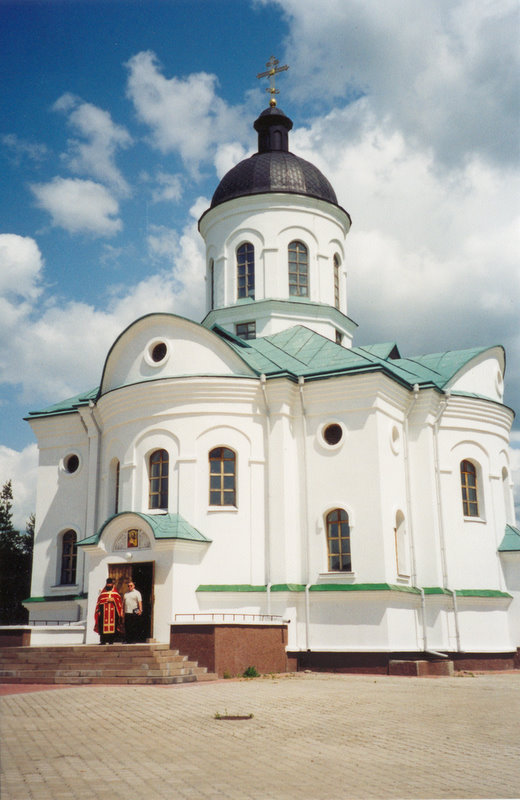
Kirche im Ort

Die Ortschaft liegt nahe der Staatsgrenze zur russischen Oblast Brjansk am Ufer der Harkawka (Гаркавка), einem 13 km langen, linken Zufluss der Rewna (Ревна), 27 km östlich vom ehemaligen Rajonzentrum Semeniwka und 160 km nordöstlich vom Oblastzentrum Tschernihiw.
Durch das Dorf verläuft die Territorialstraße T–25–33.

## Geschichte
Das Dorf entstand zu Beginn des 18. Jahrhunderts. Eine weitere Quelle nennt das Jahr 1200 als Gründungsjahr.
Am 14. Juli 2017 wurde das Dorf ein Teil der neugegründeten Stadtgemeinde Semeniwka, bis dahin bildete es zusammen mit dem Dorf Serhijiwske (Сергіївське) die gleichnamige Landratsgemeinde Kostobobriw (Костобобрівська сільська рада/Kostobobriwska silska rada) im Nordosten des Rajons Semeniwka.
Am 17. Juli 2020 kam es im Zuge einer großen Rajonsreform zum Anschluss des Rajonsgebietes an den Rajon Nowhorod-Siwerskyj.

## Söhne und Töchter der Ortschaft
- Issaak Masepa (1884–1952), Präsident des Ministerrates der Ukrainischen Volksrepublik kam am 6. August 1884 im Dorf zur Welt.
- Der Vater der ermordeten russisch-amerikanischen Reporterin, Autorin und Menschenrechtsaktivistin Anna Stepanowna Politkowskaja (1958–2006), Stepan Fedorowytsch Masepa stammte aus Kostobobriw.[6]